# Martin (Copper)
Pour les articles homonymes, voir Martin.
La rivière Martin est un cours d'eau d'Alaska, aux États-Unis situé dans la région de recensement de Valdez-Cordova. C'est un affluent de la rivière Copper.

## Description
Longue de 20 milles (32 km), elle prend sa source dans le glacier Martin River, et coule en direction de l'ouest jusqu'à la rivière Copper où elle se jette à  19 milles (31 km) au nord-ouest de Katalla.
Elle a été référencée en 1899 par le capitaine Abercrombie.

## Sources
- (en) « Martin (Copper) », Geographic Names Information System